# Фолклендська криза (1770)
Фолклендська криза (1770) — дипломатичне протистояння між Британією та Іспанією за володіння Фолклендськими островами, що в південній частині Атлантичного океану. Ці події ледь не стали причиною війни між Францією, Іспанією та Великою Британією — країни були готові направити збройні сили до безплідних, але стратегічно важливих територій. Зрештою, відсутність французької підтримки для іспанців згасила напруженість, й Іспанія та Велика Британія досягли безрезультатного компромісу, за умовами якого обидві країни зберігали свої поселення, не відмовляючись від своїх територіальних претензій.

## Історичний фон

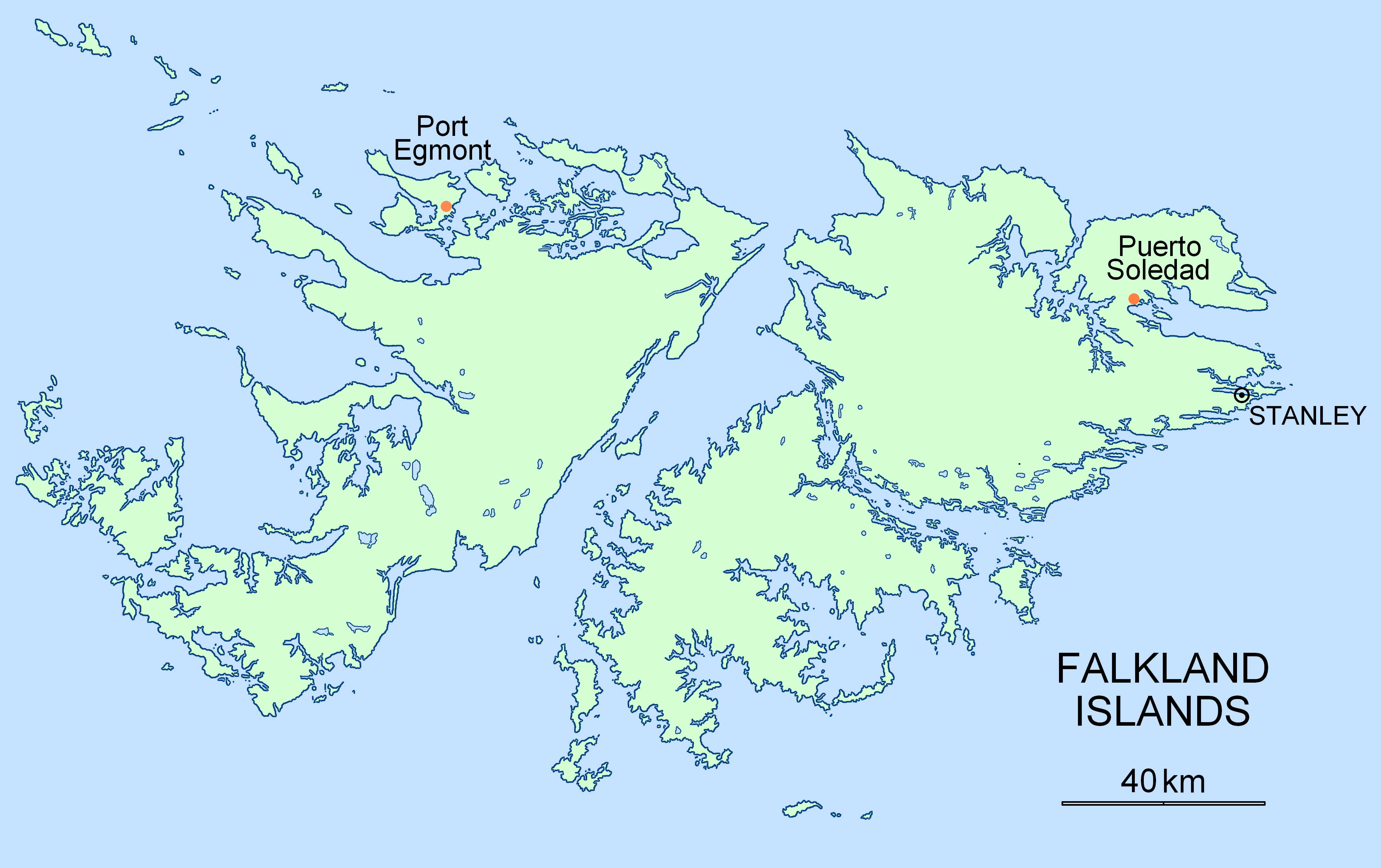
Порт-Егмонт, Фолклендські острови

Ряд англійських та іспанських істориків підтримували власних дослідників, які відкрили ці острови, що призвело до претензій з обох сторін на підставі пріоритетного відкриття. У 1690 році англійський моряк Джон Стронг, капітан корабля Велфеа, проплив між двома головними островами й назвав протоку Фолклендський канал (тепер Фолклендська протока), на честь Ентона Кері. Острівна група пізніше отримала англійську назву за цією протокою.
Впродовж XVII століття англійський уряд збирався проголосити владу над островами, але це було зроблено лише у 1748 році — після доповіді адмірала Лорда Ансона, яка змусила британців звернути увагу на це питання. Іспанська нота протесту проти запланованої британської експедиції створила новий дипломатичний фронт і питання стояло руба до певного часу. Певна невизначена рівновага могла тривати довгий час, але у конфлікт втрутилася третя сторона — Франція.
Після завершення Семирічної війни французи бажали покращити свої позиції у Південній Атлантиці. Луї Антуан де Бугенвіль висадився на Фолклендських островах з метою створення постійної бази в поселенні Порт-Луї. У той же час, потай від французів, британці під командуванням Джона Байрона здійснили висадку на заході островів — у Порт-Егмонті. У відповідь на тиск з боку Іспанії, французи передали Порт-Луї своєму найближчому союзнику, хоча жодній зі сторін не було відомо про британську присутність, поки не були помічені кілька кораблів у грудні 1769 року.

## Криза

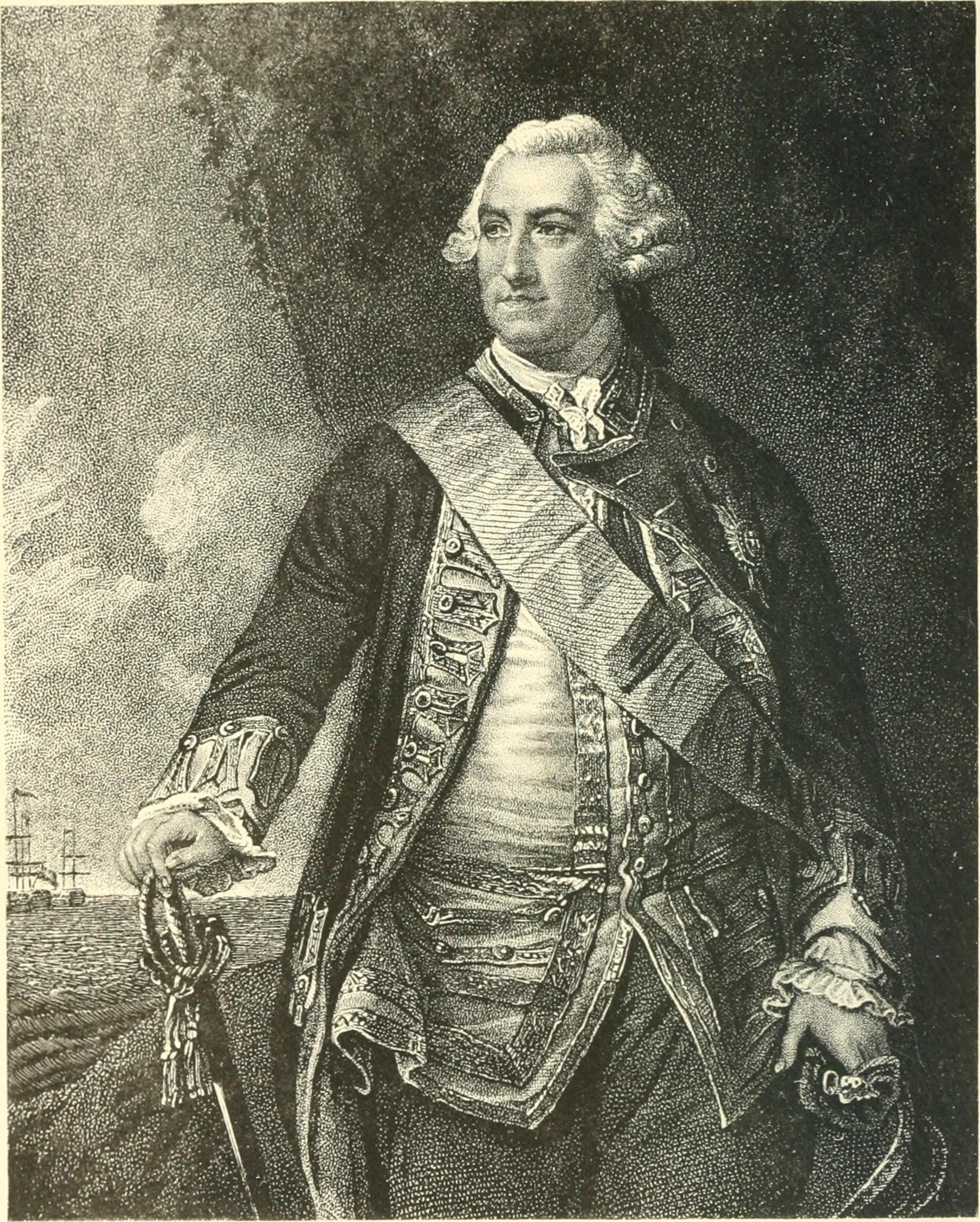
Едвард Хоук — Верховний Лорд-Адмірал, який мобілізував Королівський військово-морський флот Великої Британії впродовж кризи

У червні 1770 року іспанський губернатор Буенос-Айреса надіслав п'ять фрегатів до Порт Едвардса, де висадилось близько 1600 піхотинців. Невеликий британський корпус, що охороняв форт, швидко здався. Коли у листопаді відбулося зібрання депутатів парламенту, вони, обурені такою образою національній гідності, зажадали від уряду негайних дій. Багато висловлювали обурення з приводу того, що вони спостерігали як Британія не змогла запобігти французькій анексії Корсики у 1768 році й боялись повторення подібної ситуації стосовно Фолклендських островів. Міністерство закордонних справ «розпочало мобілізацію до можливої війни».
Посеред цього шквалу погроз і контрвипадів, іспанці намагалися зміцнити свої позиції, намагаючись отримати підтримку Франції — посилаючись на Pacte de Famille між двома коронами Бурбонів. Якийсь час здавалося, що всі три країни були готові йти на війну, тим більше, що герцог де Шуазель, французький міністр військовий і закордонних справ, був у бойовому настрої. Але Людовик XV злякався, кажучи своєму двоюрідному братові Карлу III, що «мій міністр бажає війни, але я ні». Шуазель був відсторонений від посади та доживав старості у своєму маєтку, а без французької підтримки іспанці були змушені шукати компроміс з англійцями.

## Наслідки
У січні 1771 року британцям було дозволено відновити форт у Порт-Егмонті, хоча питання суверенітету островів було, попросту, обійдено, що стало джерелом майбутніх неприємностей. Відповідний вердикт на цей дрібний скандал був оголошений у брошурі Семюела Джонсона Thoughts on the late Transactions Respecting Falkland's Island, в якій висвітлені проблеми утримання таких віддалених островів, які розташовані поблизу ворожої території: «… колонія, яка ніколи не зможе стати незалежною, бо не може сама себе підтримувати».
Криза значно зміцнила позиції прем'єр-міністра Великої Британії лорда Норта, і сприяла вірі під час американської війни за незалежність, що Франція не посміє втрутитися в британські колоніальні справи. Водночас вона поклала кінець кар'єрі герцога де Шуазеля, який у подальшому не обіймав жодних серйозних посад у французькому уряді. Однак Верженн, який незабаром прийшов до влади, мав аналогічну точку зору про необхідність обмеження участі Британії у Семирічній війні, відновивши баланс сил і створюючи передумови для майбутньої участі Франції в американській війні.